# Poezia japoneză
Poezia japoneză se referă la poeziile în stil japonez, în limba japoneză sau provenite din Japonia.

## Tipuri de poezie

### Kanshi
Kanshi (漢詩?) este un termen japonez pentru poezie chineză sau poezie japoneză scrisă în chineză literară; semnificația verbatim a caracterelor este „poezie Han”. Kanshi era cel mai popular stil la începutul perioadei Heian (794-1185) în rândul aristocrației japoneze. Cea mai veche antologie de poeme kanshi este Kaifūsō (懐風藻? Fond Recollections of Poetry) (751), conținând 120 de poezii, de 64 de autori.

### Waka
Waka (和歌? Poem Japonez) este un stil caracteristic literaturii clasice japoneze. Waka sunt compuse în japoneză, spre deosebire de kanshi. Termenul waka are două semnificații diferite, dar similare. Inițial însemna „poezie în japoneză”, și era un termen general pentru mai multe tipuri de poezie, printre care tanka (短歌? „poezie scurtă”), chōka (長歌? „poezie lungă”), bussokusekika (仏足石歌? poeziile templului Yakushi-ji) și sedōka (旋頭歌? „poezii care repetă prima parte”). Spre sfârșitul secolului VIII, majoritatea nu se mai foloseau și waka a devenit un sinonim cu tanka.

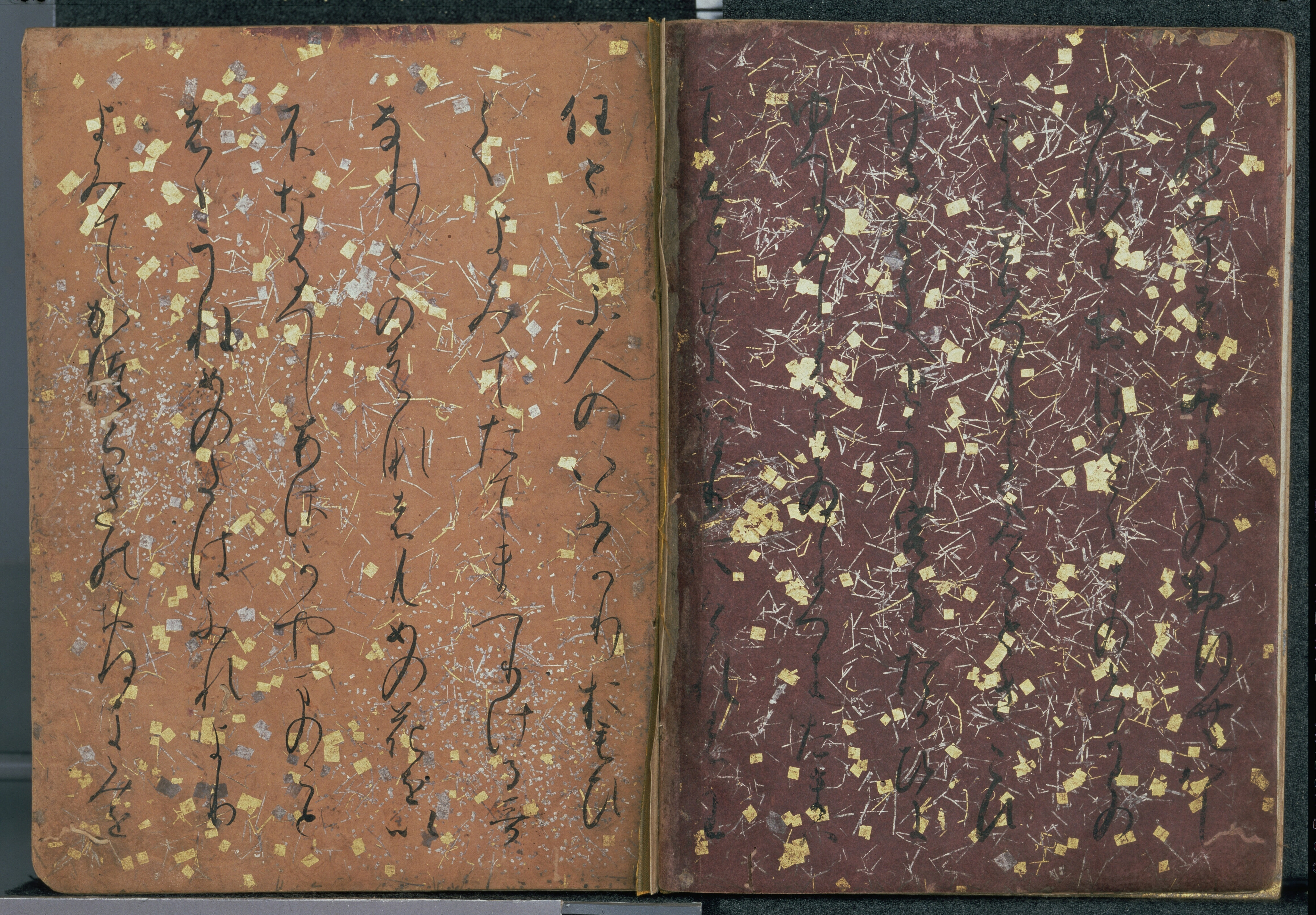
Kokin Wakashū (905) este considerată opera principală de waka.

Cele mai vechi antologii de waka sunt Man'yōshū (759). La sfârșitul perioadei Nara (710–794) și începutul perioadei Heian kanshi a eclipsat waka. Cu toate acestea, la începutul secolul IX, Japonia a încetat relațiile diplomatice cu dinastia Tang. Datorită izolării geografice și culturale, aceștia au fost nevoiți să se întoarcă spre stiluri autohtone. Poeziile chinezești au fost sintetizate, influențând literatura locală. Ca atare, forma waka a devenit din ce în ce mai populară, ceea ce l-a motivat pe împăratul Daigo să ceară o antologie de poezie, anume Kokin Wakashū (古今和歌集Kokin Wakashū? „Colecție de poezii japoneze din timpuri vechi și noi”) (905).

### Tanka
Tanka este alcătuită din cinci versuri  (句 ku?, literalmente „enunțuri”) de 5-7-5-7-7 silabe, respectiv. Ca atare, tanka mai este numită și Misohitomoji (三十一文字), însemnând „31 de caractere”.

### Vers colaborativ

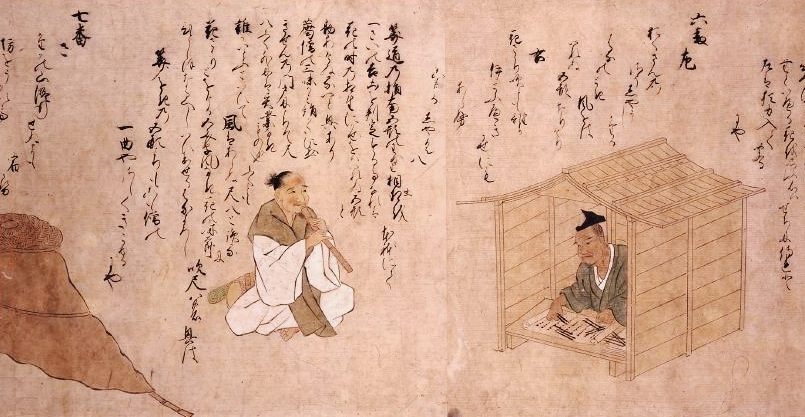
32 de oameni cu ocupații diferite la o competiție de poezie

O mare parte din ce e azi poezie japoneză a fost scrisă ca rezultat al colaborării dintre doi sau mai mulți scriitori, contribuind versuri la o poezie mai mare, ca în cazul poeziei renga. De obicei, „invitatul de onoare” compunea câteva versuri de început, de obicei în formatul hokku (care, de unul singur a ajuns evoluat în haiku). Această parte de început era urmată de o strofă compusă de „gazdă”. Procesul continua, alți invitați participând de asemenea, până se ajungea la o concluzie. Renku („fraze legate”) este altă formă de vers colaborativ în poezia japoneză. În alte cazuri, colaborările în poezie sunt mai competitive, precum adunări Uta-awase (歌合 sau 歌合せ „cântec” sau „poezie combinată”?), unde poeți din perioada Heian compuneau poeme waka pe o anumită temă și un arbitru decidea câștigătorul.

### Haiku
Haiku (俳句 „fraze paralele”?) este un stil de poezie japoneză, care, asemenea tanka, are formă fixă, cu prozodia din trei versuri de 5-7-5 silabe, respectiv.

## În România
Poezia japoneză pătrunde în spațiul românesc la începutul secolului XX prin intermediul traducerilor în limba franceză, în principal prin antologii de tanka și haiku. În 1904 I. Cyprian definește pentru prima oară poezia japoneză în revista ieșeană Evenimentul; în 1911 Alexandru Vlahuță publică Poezia și pictura japoneză, incluzând un comentariu și o comparație a celor două care subliniază sorgintea în arta caligrafiei. Acestea au stat la originea rondelurilor lui Alexandru Macedonski, multe dedicate Japoniei. Printre autorii români asupra cărora s-a observat influența poeziei nipone se numără Lucian Blaga, Marin Sorescu (tristihuri în volumul Astfel), Aurel Rău, și Ion Pillat, acesta din urmă remarcându-se prin crearea poemului într-un singur vers. Ați autori care au preluat filozofia poemului într-un singur vers a lui Pillat sunt Virgil Teodorescu, Gheorghe Tomozei, Vasile Igna, Adrian Păunescu (Adevărul), Bazil Gruia, Ion Brad, Gheorghe Grigurcu, Nicolae Țațomir, Lazăr Cerescu, Geo Bogza, Grigore Vieru, Maria Banuș. Dintre cei care, preluând modelul japonez, respectă constrângerile acestuia, Nichita Stănescu este un model al genului în poezia romanească.
Către sfârșitul anilor '30, Ion Timuș publică o serie de volume bazate pe călătoriile sale în Japonia care devin noi surse de inspirație. Un deceniu mai târziu, Traian Chelariu, secretar de redacție la Junimea literară publică o serie de tanka și haiku în volumul său Sufletul nipon. Alți călători în Japonia care abordează poezia în publicațiile lor mai sunt Vasile Tudor, Florea Țuiu, Aurelian Ionașcu, Laura Sigarteu Petrina, Florin Vasiliu și Octavian Simu.
Al. T. Stamatiad, prim-redactor al revistei „Liberatorul” a promovat de asemenea poezia niponă prin traduceri publicate în antologiile sale Din cantecele curtezanelor nipone, Eșarfe de mătăse și Antologie japoneză, acest din urmă volum fiind premiat de Academia Română în 1943. Traducerile acestuia rămân foarte importante, acesta fiind apreciat pentru puterea de pătrundere a spiritului poeziei japoneze și pentru rafinamentul cu care stăpânea limba românească. Printre traducătorii de renume mai numără Ion Acsan, Ioanichie Olteanu, Virgil Teodorescu și Emil Eugen Pop, cu Poezie japoneză contemporană.